# Silvia Hansen-Schirra
Silvia Hansen-Schirra (* 1975 in Zell (Mosel)) ist eine deutsche Sprach- und Übersetzungswissenschaftlerin. Sie ist Universitätsprofessorin an der Johannes Gutenberg-Universität Mainz (JGU), Fachbereich Translations-, Sprach- und Kulturwissenschaft (FTSK) in Germersheim.

## Leben
Von 1996 bis 1999 studierte Hansen-Schirra Übersetzen (Englisch und Französisch, Nebenfach Wirtschaftswissenschaften) an der Universität des Saarlandes in Saarbrücken. Von 1999 bis 2004 war sie dort wissenschaftliche Mitarbeiterin für die Fachrichtungen Angewandte Sprachwissenschaft, Computerlinguistik sowie Übersetzen und Dolmetschen. 2002 promovierte sie im Fach Angewandte Sprachwissenschaft mit einer Schrift über The Nature of Translated Text - An Interdisciplinary Methodology of the Investigation of the Specific Properties of Translations.  2006 war sie Lehrbeauftragte im Fach Anglistik an der Universität Trier. 2007 ernannte sie die Johannes Gutenberg-Universität Mainz zur Juniorprofessorin für Computerlinguistik am Fachbereich Translations-, Sprach- und Kulturwissenschaft in Germersheim. 2009 erhielt sie von der Universität des Saarlandes die Venia Legendi für Angewandte Sprachwissenschaft und Korpuslinguistik. Seit 2010 ist sie Universitätsprofessorin für das Fach Englische Sprach- und Übersetzungswissenschaft an der Johannes Gutenberg-Universität Mainz (in Germersheim). Seit dem 26. Mai 2014 ist Hansen-Schirra Mitglied des Gutenberg Forschungskollegs (GFK), welches seit 2007 wissenschaftliche Spitzenforschung an der Johannes Gutenberg-Universität fördert. Seit 2023 ist sie Dekanin des Fachbereichs Translations-, Sprach- und Kulturwissenschaft (FTSK).

## Forschungsschwerpunkte
- Übersetzungsuniversalien, Translationsdidaktik, Translationsprozess- und Verständlichkeitsforschung
- Computergestützte Translation
- Fachkommunikation
- Variationslinguistik
- Korpuslinguistik

Im Bereich Translation stellt die Sprachwissenschaftlerin hauptsächlich korpusbasierte und kognitionswissenschaftliche Untersuchungen an. In dem bereits abgeschlossenen DFG-Projekt Sprachliche Eigenschaften von Übersetzungen - eine korpusbasierte Untersuchung für das Sprachenpaar Englisch-Deutsch verglich sie Übersetzungen mit Originalen in der Ausgangs- und Zielsprache. In dem Teilprojekt Variation in Translation im Rahmen des JGU-Forschungsschwerpunkts Determinanten der sprachlichen Variation soll neben Übersetzungen im Allgemeinen der translatorische Einfluss auf die deutsche und englische Zielsprache und Kultur im Speziellen erforscht werden. Für diese und andere empirische Untersuchungen von Translationsprozessen und Textverständlichkeit hat Hansen-Schirra ein Eye-Tracking-Labor in Germersheim aufgebaut.

## Publikationen (Auswahl)
- The Nature of Translated text: An Interdisciplinary Methodology for the Investigation of Specific Properties of Translations. Saarbrücken Dissertations in Computational Linguistics and Language Technology, Saarbrücken 2003, ISBN 3-93321-812-8

Co-Autorenschaft, Herausgeberschaft
- Silvia Hansen-Schirra, Stella Neumann, Erich Steiner (Hrsg.): Cohesive Explicitness and Explicitation in an English-German Translation Corpus. In: Languages in Contrast.  7/2, Nr. 2, 2007, ISSN 1387-6759, S. 241–265.
- Silvia Hansen-Schirra, Elke Teich (Hrsg.): Corpora in human translation. In: Anke Lüdeling & Merja Kytö (Hrsg.): Corpus Linguistics - An international handbook (= HSK. Band 1). De Gruyter, Berlin, New York 2008, ISBN 978-3-110-18043-5, S. 1159–1175.
- Silvia Hansen-Schirra: Interactive Reference Grammars: Exploiting Parallel and Comparable Treebanks for Translation. In: E. Yuste (Hrsg.) Topics in Language Resources for Translation and Localisation. John Benjamins, Amsterdam, Philadelphia 2008, ISBN 978-9-027-21688-5. S. 23–38.
- Silvia Hansen-Schirra, Sandra Hansen, Sascha Wolfer, Lars Konieczny: Fachkommunikation, Popularisierung, Übersetzung: Empirische Vergleiche am Beispiel der Nominalphrase im Englischen und Deutschen. In: Linguistik online. Band 39, Nr. 3, 1. Juli 2009, S. 109–118, doi:10.13092/lo.39.480 (bop.unibe.ch [abgerufen am 13. April 2020]).
- Fabio Alves, Adriana Pagano, Stelle Neumann, Erich Steiner & Silvia Hansen-Schirra: Translation Units and Grammatical Shifts. Towards an Integration of Product- and Process-based Translation Research. In: Gregory M. Shreve & Erik Anglone (Hrsg.): Translation and Cognition. Benjamins, Amsterdam, Philadelphia 2010, ISBN 978-9-027-23191-8, S. 109–142.